# Oracles
Oracles es una banda belga formada originalmente en el año 2008 bajo el nombre de System Divide por los entonces recién casados Sven De Caluwe (de Aborted) y Miri Milman (ex Distorted). El 13 de marzo de 2014 la banda anunció un hiato indefinido, posteriormente confirmando la disolución total de la banda (a causa del divorcio entre Sven y Miri). Poco después, los miembros restantes formaron la banda Oracles, reclutando a la vocalista Sanna Salou de la banda Dimlight.

## Historia
La banda inició como un proyecto de los recién casados Sven de Caluwé (de la banda belga de deathgrind Aborted) y Miri Milman (de la banda israelí de metal gótico progresivo Distorted) en el verano del 2008, lo que resultó en que Miri abandonara su puesto de vocalista en Distorted. Sin embargo, el proyecto se mantuvo en un bajo perfil en sus principios, los demás integrantes y la nueva información acerca de la banda se reveló más adelante. Los otros miembros de System Divide incluían a Cole Martínez como guitarrista, Andew Lenthe en el bajo y Mike Heller en la batería, todos ellos provenientes de EE. UU..
Casi a finales del 2008, la banda ingresó a los estudios Conquistador Recordings en Cleveland, Ohio para grabar su EP debut de cuatro canciones, producido por el guitarrista Cole Martínez. El EP fue mezclado y masterizado por Jacob Hansen en su propio estudio en Dinamarca entre abril y mayo de 2009. El EP, titulado The Collapse fue lanzado de forma independiente el 17 de mayo de 2009.
Poco después de lanzar el EP, Joseph Spiller se unió como segundo guitarrista. Junto con él, la banda continuó escribiendo y componiendo para su álbum debut. Poco después, la banda firmó un contrato con la disquera Metal Blade Records para lanzar su álbum debut en el 2010. La banda regresó de nueva cuenta a los estudios para comenzar las grabaciones, una vez más con Cole Martínez como productor y Jacob Hansen en las mezclas.
En noviembre del 2009, la banda filmó un video musical de su primer sencillo incluido en el EP - "The Apex Doctrine" con el director Kevin Custer, el cual fue realizado en Brooklyn, Nueva York. Poco después, la banda subió a su MySpace un "trailer" promocional del video, el cual se publicó oficialmente el 24 de agosto de 2010.

### The Conscious Sedation
El 1 de diciembre de 2009, se anunció que el guitarrista de la banda, Cole Martínez se unió a Aborted (la banda original de Sven) tomando el puesto de bajista, además, durante las sesiones de grabación del álbum debut The Conscious Sedation, la banda reclutó a un nuevo guitarrista, Mike Wilson (ex Abigail Williams) sustituyendo a Joseph Spiller, y también cambiando de productor, siendo ahora el famoso James Murphy.
El 2 de junio de 2010 se anunció que las mezclas del álbum estaban terminadas y que estaban por comenzar las masterizaciones, anunciando también la fecha de lanzamiento, la cual será el 14 de septiembre de 2010.
La banda comenzó su primera gira el 21 de julio de 2010 en Tel Aviv, Israel en el Summer Carnage Fest apoyando a Aborted, The Fading, Whorecore, Missing In Action, Phantom Pain y otras más. Seguidamente de sus presentaciones en Israel, la banda comenzó una gira por Canadá con Aborted y Augury, la cual empieza el 19 de agosto hasta el 6 de septiembre de 2010.
El 4 d febrero de 2012, fue anunciado vía Facebook que la banda comenzaría a trabajar en un nuevo álbum el cual sería lanzado a finales de 2012, sin confirmár mayores detalles.
El 5 de agosto de 2012, la banda anunció a través de Facebook que estaban en busca de un nuevo guitarrista, ya que Gregory Macklin se encontraba ocupado de gira ocupando el puesto de bajista para la banda en solitario de Jeff Loomis.

### Posible segundo álbum y separación
El 22 de agosto de 2012 la banda anunció que se encontraba trabajando en un nuevo sencillo para su siguiente álbum en el año 2012, el cual sería lanzado subsecuentemente en 2013. El nuevo sencillo titulado "Ephemera" fue lanzado a principios de octubre. El 23 de agosto de 2012, el trabajo artístico sobre el sencillo fue relevada.
El 1 de febrero de 2014 la banda anunció que su segundo álbum, Cult of Indifference sería retrasado para marzo, el cual estaba pensado para ser "más brutal, rápido, épico, cargado de orquestaciones [...] y más técnico", pero tuvo que ser archivado, antes del proceso de divorcio entre Sven y Miri, sin embargo, la portada y el sencillo fueron lanzados oficialmente.
El 13 de marzo de 2014, System Divide anunció un hiato indefinido a través de su página de Facebook. Posteriormente, después de una separación temporal, la banda anunció que continuaría en funcionamiento ahora bajo el nombre de Oracles, con Sanna Salou de la banda Dimlight a cargo de la voz femenina.

### Reunión como System Divide
En junio de 2020, Miri Milman anunció a través de sus redes sociales, Facebook e Instagram, el regreso de la banda bajo el nombre de System Divide, con Cole Martínez, Mike Wilson y Gavin Parsons como parte de la alineación, a su vez anunciando el lanzamiento del sencillo "Rise Again" el día 3 de julio de 2020, con Mark Jansen de Epica y Alon Tamir como vocalista y guitarrista invitados. La actividad de la banda Oracles es incierta.

## Estilo musical e influencias
El estilo musical de System Divide es enteramente considerado como una combinación entre Death metal, Metal Gótico y Metal alternativo con algunos toques de metalcore. El EP de la banda, The Collapse fue promocionado como extreme modern metal, comparando su sonido con el de bandas como Slipknot, Soilwork, Aborted, Strapping Young Lad y Lacuna Coil.

## Integrantes

### Actuales
| Como Oracles - Sven de Caluwé - voz (2008 - ) - Ken Bedene - batería (2013 - ) - Andrei Aframov - bajo (2012 - ) - Steve Miller - guitarra rítmica (2012 - ) - Mendel bij de Leij - guitarra líder(2012 - ) - Sanna Salou - voz (2014 - ) | Como System Divide - Miri Milman - voz (2008 - 2014), (2020 - ) - Cole Martínez - guitarra (2008 - 2010), (2020 - ) - Mike Wilson - guitarra líder (2009 - 2014), (2020 - ) - Gavin Parsons - batería (2020 - ) |  |

### Pasados
- Joseph Spiller - guitarra (2009)
- Thomas "Plaguehammer" Haywood Jr. - guitarra (2008)
- Mike Heller - batería (2008 - 2014)
- Andrew Lenthe - bajo (2008 - 2014)

## Discografía

### Como System Divide
- 2009 - The Collapse EP
- 2010 - The Conscious Sedation
- 2012 - Ephemera (sencillo)
- 2020 - Rise Again (sencillo)

### Como Oracles
- 2016 - Mysericorde
- 2017 -Dawn of the Sycophant (sencillo)